# Neufchâteau (prowincja Luksemburg)
Neufchâteau (wa. Li Tchestea, hist. Neuenburg in Lützelburg) – miasto w południowo-wschodniej Belgii, w Regionie Walońskim, w prowincji Luksemburg, siedziba administracyjna okręgu Neufchâteau. 1 stycznia 2024 roku liczyło 8260 mieszkańców.  

## Podział administracyjny
W skład miasta wchodzi pięć dzielnic (section):
- Grandvoir
- Grapfontaine
- Hamipré
- Longlier
- Tournay